# Shawn Rhoden
Shawn Rhoden (ur. 2 kwietnia 1975 w Kingston, zm. 6 listopada 2021) – pochodzący z Jamajki amerykański kulturysta. Mistrz świata zawodowców (Mr. Olympia) z 2018 roku. Pięciokrotny medalista tych zawodów. Najstarszy zawodnik w historii tej dyscypliny, który sięgnął po ten tytuł w wieku 43 lat i 5 miesięcy.

## Biografia
Shawn Rhoden urodził się na Jamajce, jednak gdy miał 15 lat jego rodzina przeniosła się do Stanów Zjednoczonych. Jako nastolatek aktywnie grał w piłkę nożną i krykieta, w wieku 17 lat rozpoczął treningi w lokalnej siłowni. Pod okiem byłego Mr. Universe Yohnnie Shambougera szybko zaczął robić postępy. Swoje pierwsze zawody kulturystyczne wygrał w 1996 roku – były to National Eastern Classic. Jego karierę przerwała seria poważnych kontuzji, jednak pomimo to był w stanie plasować się w finałach amatorskich zawodów kulturystycznych na szczeblu krajowym (NPC). W 2002 roku, po śmierci ojca popadł w depresję i alkoholizm, które na kolejne lata wyeliminowały go ze startów, treningów i jakiejkolwiek aktywności zawodowej. Po 6-ciu latach pod wpływem przyjaciół zdecydował się na kurację odwykową i powrót do „normalnego życia”. W jej rezultacie powrócił również do treningów.
W 2009 wygrał Mistrzostwa Ameryki Północnej (NPC) co dało mu „kartę zawodowca” i przepustkę do startów w najbardziej prestiżowych zawodach kulturystycznych z premiowanymi miejscami. W 2011 po raz pierwszy wystartował w mistrzostwach świata zawodowców – Mr. Olympia, gdzie zajął 11. miejsce. Rok później (2012) był już trzeci, a w kolejnych latach plasował się w ścisłej czołówce zawodów. W 2018 sięgnął po tytuł mistrzowski, pokonując Phila Heatha, dotychczasowego, 7-krotnego mistrza.

## Życie prywatne
Shawn Rhoden był żonaty z Michelle Sugar, z którą zawarł związek małżeński w 2018 roku. Jednak z powodu problemów osobistych i zarzutów o niewierność rozwiedli się. Rhoden zmarł na atak serca 6 listopada 2021 roku, miał 46 lat.

## Ważniejsze starty
- 2018 – Mr. Olympia –
- 2017 – Mr. Olympia – 5.
- 2016 – Mr. Olympia –
- 2015 – Mr. Olympia –
- 2014 – Mr. Olympia –
- 2014 – Arnold Classic –
- 2013 – Mr. Olympia – 4.
- 2012 – Mr. Olympia –
- 2012 – Arnold Classic – 8.
- 2011 – Mr. Olympia – 11.
- 2009 – Mistrzostwa Ameryki Północnej –

## Źródła
- Profil Shawna Rhodena na portalu kulturystycznym BODYBUILDERS.io. bodybuilders.io. [zarchiwizowane z tego adresu (2018-10-06)].
- Profil Shawna Rhodena na portalu kulturystycznym EoB